# 조원복
조원복(趙源馥, 1959년 5월 3일 ~ )은 충남 공주 출신의 서예가이며 아호는 야석(野石)이다. 
대한민국 미술대전 서예부문 초대작가로 활동 중이며, 부천 서예문인화협회장, 부천 미술협회 수석부지부장등을 역임하였다. 
예술의 전당 주최 한국서예 청년작가전에 4회 선발되어 초대전시회를 열었고, 대한민국미술대전 서예부문 특선 및 심사위원을 역임하였다. 새천년 한국서예술대전 대상수상 및 심사, 경인미술대전 대상수상 및 심사, 대한민국 서예한마당 심사위원을 역임하였으며, 대한민국 서예고시협회에서 서예명필상을 수상하였다. 
영화 <군함도><국제시장><암살><밀정> 등을 비롯하여, KBS MBC SBS 드라마 <불멸의 이순신><별순검><잘키운 딸하나><킹덤> 등에서 서예자문위원으로 활동하였다. 그리고 초·중등 미술교과서((주)미래엔, (주)미진사) 서예부문 집필 및 감수위원을 하였고, 현재 부천대학교 사회교육원 서예 지도교수로 출강중이다.